# Hans Lindman
Nils Hans Lindman (Uppsala, 6 september 1884 – aldaar, 24 januari 1957) was een Zweeds voetballer, die speelde als middenvelder voor de Zweedse club IFK Uppsala. Hij overleed op 72-jarige leeftijd.

## Interlandcarrière
Lindman speelde in totaal zeven interlands (één doelpunt) voor de Zweedse nationale ploeg, waarmee hij in 1908 deelnam aan de Olympische Spelen in Londen. Daar gingen de Scandinaviërs met 12-2 over de knie bij de latere winnaar Groot-Brittannië, waarna in de troostfinale met 2-0 werd verloren van Nederland door treffers van Jops Reeman en Edu Snethlage. Lindman trad bij dat toernooi op als aanvoerder van de Zweden.